# Kalathammanahalli, Bangalore North
Kalathammanahalli là một làng thuộc tehsil Bangalore North, huyện Bangalore Urban, bang Karnataka, Ấn Độ.